# James Webb űrtávcső
A James Webb űrtávcső (angolul: James Webb Space Telescope, rövidítve JWST, korábban NGST, azaz  Next Generation Space Telescope – „következő generációs űrtávcső”) egy 6,5 méter átmérővel rendelkező, infravörös űrtávcső. Átvette a Hubble űrtávcső (ami egyébként működésben marad) helyét, mint a NASA legfontosabb asztrofizikai projektje, a valaha épített legjobb űrteleszkóp. Érzékeny műszereinek köszönhetően képes a legtávolabbi objektumokat és eseményeket megfigyelni a világegyetemben, mint az első galaxisok kialakulását. Közösen építette meg és működteti a NASA, az ESA és a Kanadai Űrügynökség. 2002-ben nevezték el James Webbről, a NASA második igazgatójáról. Indítását először 2018-ra tervezték a Guyana Űrközpontból, de a dátum a teszteredmények többszöri analizálása, valamint a teleszkóp bonyolult összeszerelése, összeillesztése miatt először 2019-re tolódott. A távcső indítására 2021. december 25-én került sor 12:20-kor (UTC szerint), a Guyana Űrközpontból, Dél-Amerika északkeleti partjáról. A projekt irányítását a Goddard Űrközpontból végzik.
Az új távcső a Hubble űrtávcső 11,1 tonna tömegénél lényegesen könnyebb, 6,2 tonna tömegű, viszont főtükre sokkal nagyobb, 6,5 méter, a Hubble 2,4 méteres tükréhez képest. A Hubble-lel ellentétben, amely az ultraviola és az infravörös sugárzáshoz közeli (0,1–1 μm) spektrumon végez vizsgálatokat, a JWST alacsonyabb frekvenciát fog megfigyelni (0,6–28,3 μm), aminek köszönhetően magas vöröseltolódású objektumokat is lát majd, amelyek a Hubble-nek túl távol vannak. Megfelelő működéséhez nagyon hidegen kell tartani a távcsövet (50 K avagy −223 °C alatt), hogy megfelelően tudja végezni megfigyeléseit, ezért a pályája a Nap-Föld rendszer L2 Lagrange 2 pontjának közelében van (0,010 CsE távolságra a Földtől). Ezen a ponton ugyanis teniszpálya-méretű napernyője segítségével egyszerre ki tudja takarni a Nap, a Föld és a Hold zavaró infravörös sugárzását, ami egyébként melegíthetné a rendszert.
Az első fejlesztések 1996-ban kezdődtek meg és 2007-re készült volna el, 500 millió dollárból, de sokszor újratervezték és elhalasztották a projektet. Előzetes költségvetése szerint összköltsége kb. 4500 millió dollár, melyből nagyjából 300 millió eurót az ESA áll, ez magában foglalja a JWST űrbejuttatását is, továbbá a Kanadai Űrhivatal 39 millió kanadai dollárral járul hozzá a projekthez. A költségek azóta többszörösére nőttek, és a Kormányzati Ellenőrzési Hivatal szerint átléphetik a 8,8 milliárd dolláros határt. Az építését 2016-ban fejezték be, ekkor kezdődött el a tesztelési időszak. 2018 márciusában ismét elhalasztották az indítását, mikor az egyik nappajzsa elszakadt. 2020 márciusában felfüggesztették a tesztelését a Covid19-pandémia miatt. A munkálatok újraindítását követően 2021. október 31-re helyezték a tervezett indítást, de az Ariane–5 hordozórakétával felmerült problémák miatt december 25-ig kellett várni az indításával. A startra a tervezett időpontban került sor az Ariane VA256 űrrepülés alatt, a távcső 27 perccel az indítás után vált le a hordozórakétáról. A hordozórakétáról való leválást követően sikeresen megtörtént a távcső saját energiaellátására való átállása. A távcső megérkezett megfigyelőpontjára és az első képeit is kiadták. Az űrtávcső első évét kiemelkedő sikernek nevezték.

## Küldetés

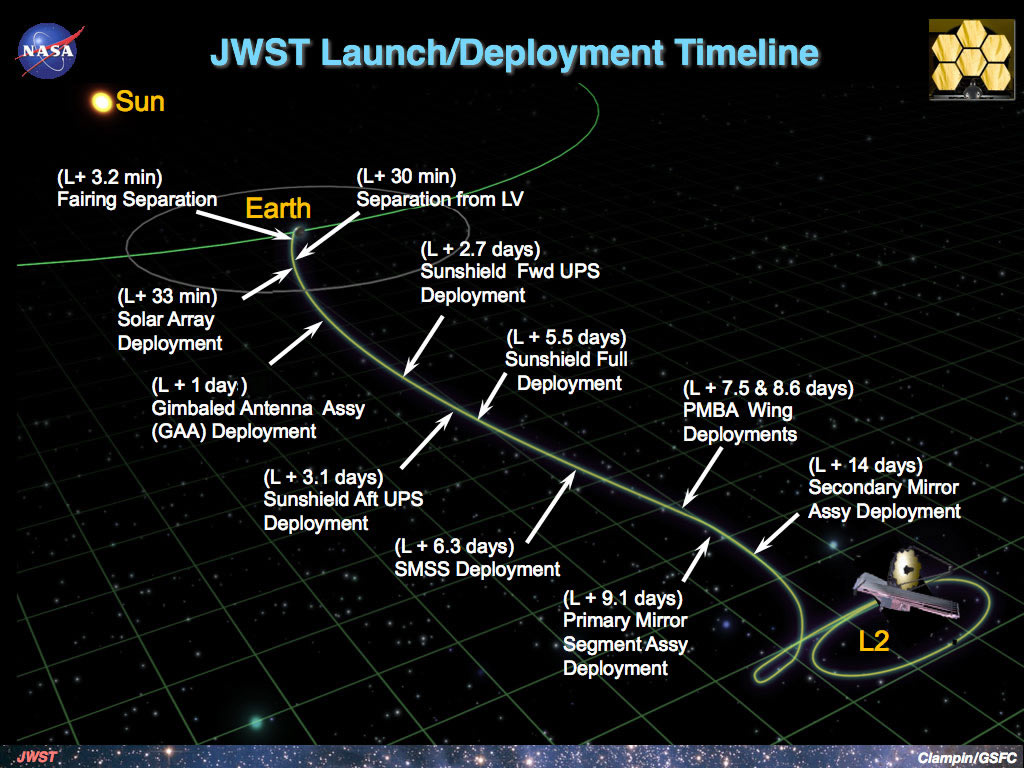
A JWST útvonala

A JWST fő tudományos küldetése négy részből áll:
- az első csillagok és galaxisok fényének keresése, amelyek kevéssel az ősrobbanás után keletkeztek
- a galaxisok kialakulásának és fejlődésének a tanulmányozása
- a csillagok  és bolygórendszerek kialakulásának a tanulmányozása
- a bolygórendszerek és az élet eredetének a tanulmányozása.

A vizsgálandó források alacsony hőmérséklete, a vöröseltolódás és a kozmikus por zavaró hatása miatt a JWST infravörös tartományban működik, 0,6 és 28 mikrométer között. A távcső műszereit 50 K-re (-220 °C) hűtik le, és eltakarják a Nap sugárzásától, hogy az ne zavarja meg a detektorokat. A távcsővel meg lehet figyelni a szokatlan fényű KIC 8462852 csillagot, amelyet 2015-ben fedeztek fel.
A NASA tervezett New Worlds programja egy különleges alakú műholddal kitakarna egy-egy csillagot, a csillag és egy űrtávcső közé manőverezve, és helyzetét ott pontosan tartva, amely így lehetővé tenné, hogy a másik űrtávcső a csillag körül keringő exobolygókat észlelje. A program megvalósítását elsősorban a James Webb űrtávcsőhöz kötődően tervezik, amelynek műszerei a helyi atmoszféra analizálására is alkalmasak, amikkel az élet lehetősége kimutatható.

### Indítás és a küldetés hossza
A űrtávcső elindítására (az Ariane VA256 űrrepülés részeként) 2021. december 25-én került sor egy Ariane–5 hordozórakétán a Guyana Űrközpontból, Francia Guyanából. Az obszervatóriumot hozzákapcsolták az Ariane–5 hordozórakétához egy adapter gyűrű segítségével, amellyel a jövőben egy űrhajó be tudná fogni a távcsövet szükség esetén. Ennek ellenére maga a teleszkóp nem javítható és nem lehet benne műszereket cserélni, mint Hubble-ben.
A távcső várható élettartama 5 év, de a célja 10 év lenne. Az öt éves projekt egy hat hónapos időszak után fog megkezdődni. A JWST használ hajtóanyagot, hogy pályáján tartsa magát az L2 körül, ennek következtében van maximum élettartama a távcsőnek, legjobb esetben tíz év. Az L2 pálya instabil, ezért kell magát pályán tartania a távcsőnek, hogy ne sodródjon el.

### Pályája
A Föld-Nap rendszer L2 Lagrange-pontja biztosítja, hogy a Föld és a Nap relatív helyzete a teleszkóp látószögében mindig ugyanaz marad, és ez teszi lehetővé az említett takarást. Indulását követően hat hónapos ellenőrzési periódus után kezdte meg a tudományos küldetést, amely legkevesebb 5 évig tart. Tervezésénél figyelembe vették a küldetés meghosszabbításának lehetőségét is, bár ez lényegesen bonyolultabb, mint a Hubble űrtávcső esetében (ami a Földtől 560 km távolságban, alacsony Föld körüli pályáján könnyen elérhető volt bármilyen űrhajó, illetve a Space Shuttle számára). Az L2 Lagrange-pont a Naptól ellenkező irányban, a Földtől másfél millió km távolságra van, ahova karbantartó csoport küldésére nem lehet számítani. Pályája halo, nagyjából 800 ezer kilométeres átmérővel és fél évente tesz meg egy kört. 
- Felülnézet
- Oldalnézet
- A Naptól

### Infravörös csillagászat

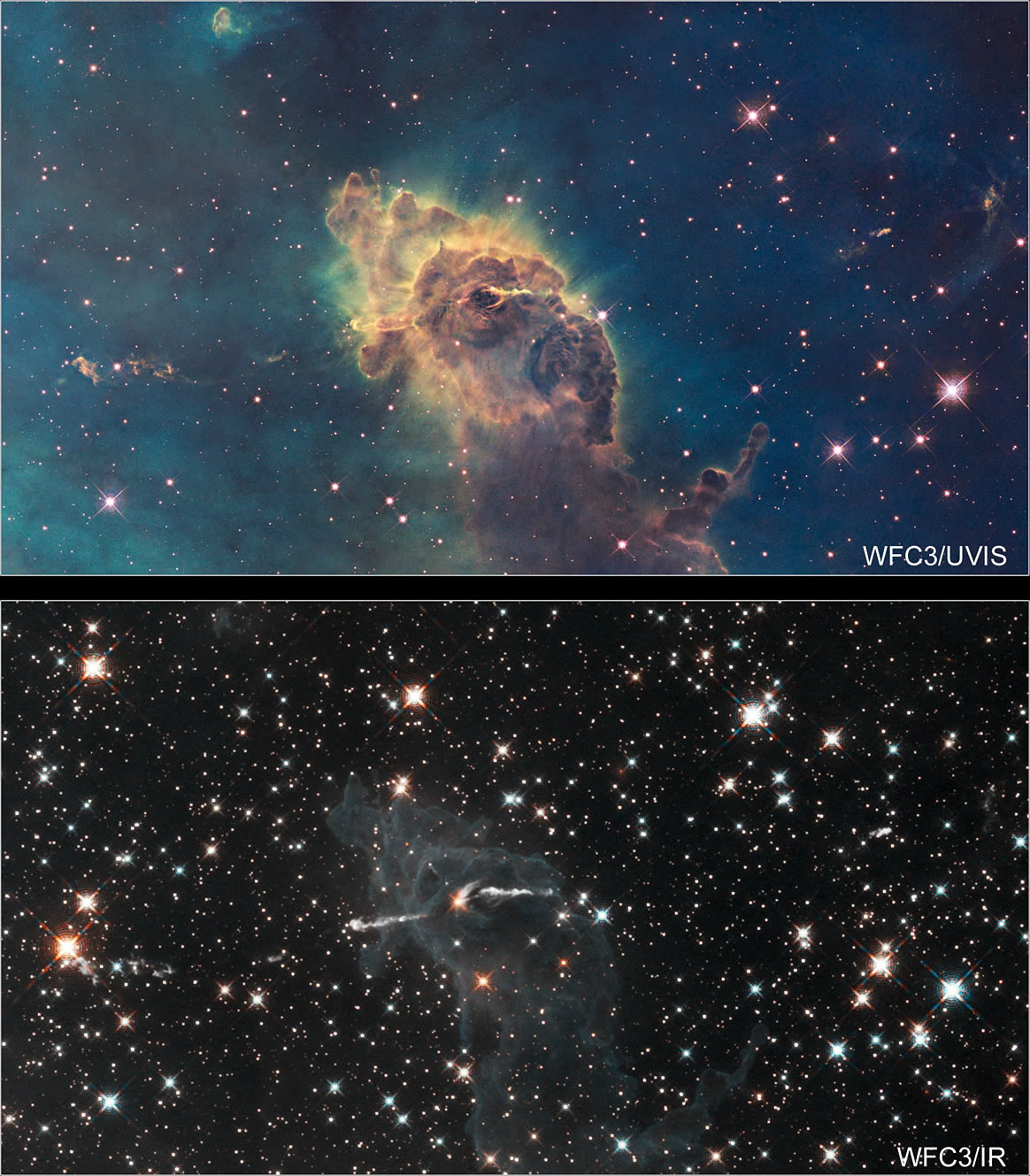
A Hubble képei az Éta Carinae-ködről, összehasonlítva a látható (felül) és infravörös (alul) csillagászatot. Az utóbbin sokkal több csillag látható.

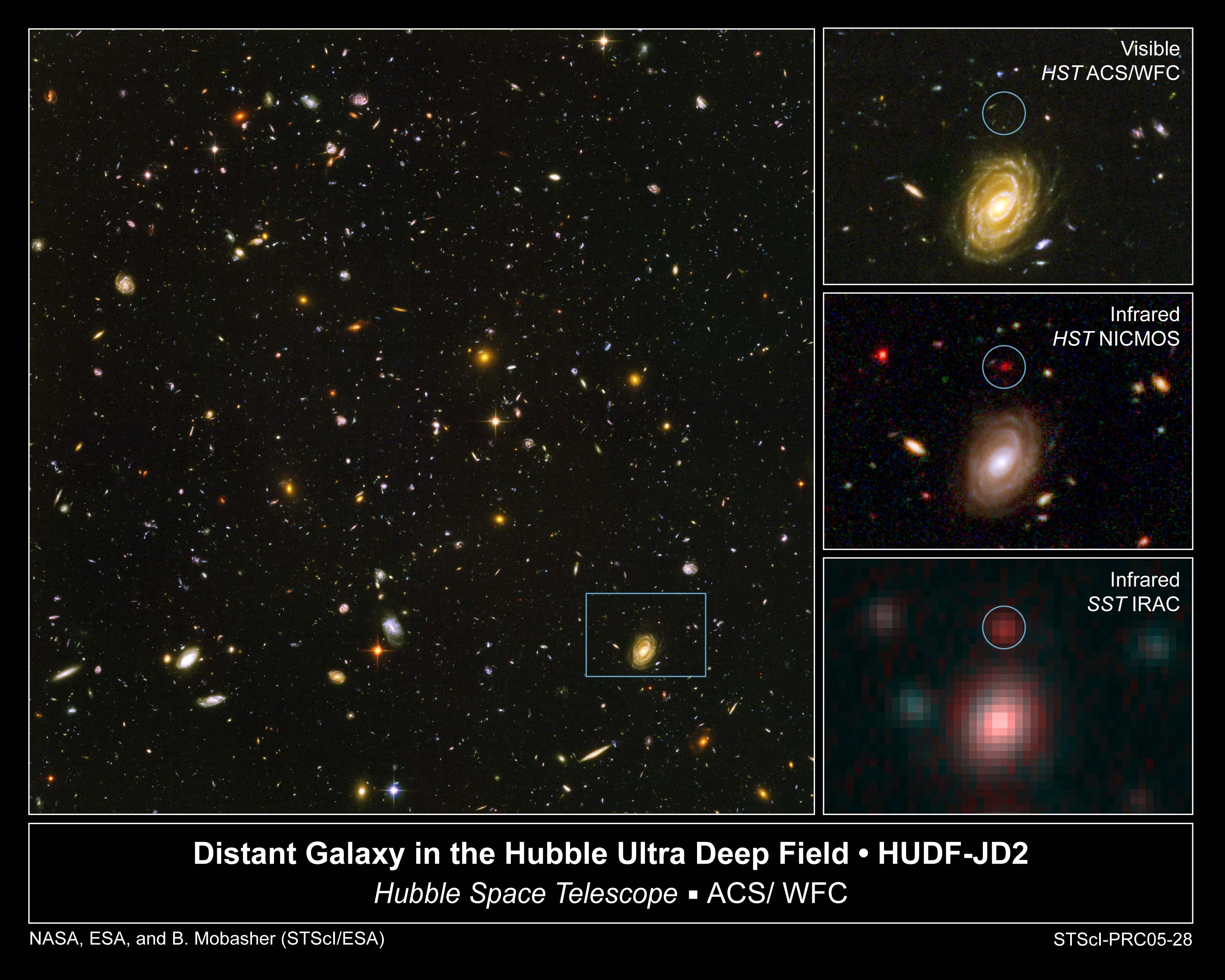
Az infravörös megfigyelés segítségével látható fényben nem felfedezhető objektumokat is lehet látni, mint ahogy a képen is látható a HUDF-JD2 esetében.

A JWST a Hubble űrtávcső utódja, és mivel fő prioritása az infravörös csillagászat, a Spitzer űrtávcső utódjának is tekinthető. A JWST képességei sokkal erősebbek, mint a korábbi kettő, sokkal több és sokkal idősebb csillagokat és galaxisokat is fog tudni látni. Az infravörös spektrumban való megfigyelés kulcsfontosságú ennek eléréséhez, vöröseltolódás miatt, illetve azért, mert jobban át tud hatolni a poron és gázokon. Ennek köszönhetően kevésbé világos és hidegebb objektumokat is meg lehet figyelni ezzel a technológiával. Mivel a Föld légkörében található vízpára és szén-dioxid elnyeli az infravörös sugárzás nagy részét, a Földről történő infravörös csillagászat szűk hullámhosszokra van korlátozva, ahol a légkör kevesebbet nyel el. Ennek következtében az infravörös megfigyelés legjobban az űrben végezhető.
Minél távolabbi egy objektum, annál fiatalabbnak tűnik, tekintve, hogy fényének több időbe telt ideérni. Mivel az univerzum folyamatosan nő, az utazó fény vöröseltolódik, ennek következtében a nagyon távol lévő objektumokat könnyebb infravörösben megtekinteni. A JWST infravörös megfigyelőképességei várhatóan tudják majd látni az első galaxisokat, amelyek kialakultak, mindössze pár száz millió évvel az ősrobbanás után.
Az infravörös sugárzás könnyebben át tud haladni kozmikus poron, mint a látható fény. Infravörös megfigyeléseknek köszönhetően lehet tanulmányozni olyan objektumokat és régiókat az űrben, amelyeket egyébként eltakarna por vagy gáz a látható spektrumon, mint a molekuláris felhők, ahol csillagok születnek, a csillagkörüli korongok, ahol bolygók születnek és az aktív galaxisok magjai.
Viszonylagosan hideg objektumok (hidegebb, mint párezer fok) sugárzásai főleg az infravörös spektrumon történnek, Plank törvénye szerint. Ennek eredményeként olyan objektumok, amelyek nem csillagok, jobban megfigyelhetők infravörösben. Ezek közé tartoznak a csillagközi felhők, barna törpék, bolygók a saját és más naprendszerekben, üstökösök és a Kuiper-övben található objektumok.
A JWST fejlődését befolyásoló projektek közé tartozott a Spitzer űrtávcső és a Wilkinson Microwave Anisotropy Probe (WMAP). A Spitzer kimutatta a közép-infravörös sugárzás fontosságát, amely segíti a csillagok körüli por korongok megfigyelését. Ezek mellett a WMAP szonda megmutatta, hogy az univerzum felvilágosodik a 17. vöröseltolódásnál, további fontosságot adva a közép-infravörös megfigyelésnek. Ezeket a projekteket mind a 2000-es évek közepén indították el.

### Indítás után
Harmincegy perccel az indítás után kezdődve és a következő 13 napon át a JWST elkezdte a műszereinek használatba helyezésének és kinyitásának folyamatát. Az indítás napján automatikusan kinyílt a távcső napeleme, másfél perccel azt követően, hogy elszakadt a hordozórakétától. Ez a vártnál hamarabb történt meg, mert a körülmények ideálisabbak voltak a tervezettnél. 7:50-kor (EST), 12 órával az indítás után a távcső rakétái 65 percig használatban voltak, az első tervezett pályakorrekció miatt. A második napon automatikusan kinyílt a kommunikációs antenna. Ez volt az utolsó automatikusan kinyíló műszer, a többit a földi irányítóközpont irányítja.
December 27-én, 60 órával az indítás után 9 percig és 27 másodpercig használatban voltak a Webb rakétái a második pályakorrekció alatt. December 28-án az irányítóközpont megkezdte a nappajzs napokig tartó kinyitását. A tényleges nappajzs kinyílása előtt először az azt védő réteg húzódott be.
December 29-én sikeresen kinyílt a Deployable Tower Assembly, amely szétválasztja a távcső két fő szegmensét, a tükröket, illetve a műszereket és a műholdplatformot. A hat és fél órás folyamat során 1200 milliméterre nyúlt ki a DTA. Ez azért volt kulcsfontosságú, hogy a távcsövet megfelelően lehessen hűteni és a nappajzsnak legyen elég helye kinyílni. December 30-án két további lépést teljesítettek sikeresen az obszervatórium kinyitásában. Először kinyílt a momentum szárny, amely a távcső egyensúlyát biztosítja és csökkenti a szükséges üzemanyag használatot. Ezt követően pedig eltávolították a nappajzsot védő réteget.
December 31-én a földi irányítóközpont elindította a nappajzs jobboldali öt membránjának széthúzását. A baloldali nappajzs kinyitását elhalasztották, mikor az irányítóközpont nem kapott visszajelzést, hogy a védőréteg teljesen visszahúzódott. Miután ellenőriztek további adatokat, jóváhagyták a széthúzást. A baloldal 3 óra és 19 perc alatt nyílt ki, míg a jobb 3 óra és 42 perc alatt. A feszítést követően a Webb nappajzsa felvette végső formáját, széthúzódva 14,3 méteres szélességére.

Egy hónappal az indítás után, 2022. január 24-én, egy pályakorrekciót követően a JWST megérkezett pályájára a L2 Lagrange-pont körül.
- A James Webb távcső üzembe helyezése űrbejuttatása után.
- A távcső pályájának animációja.

## Felépítés

A Föld atmoszférájának elektromágneses transzmittanciája.

A JWST a Hubble űrtávcső tömegének csak a felét teszi ki, de elsődleges tükrének (6,5 méter átmérőjű berillium reflektor, arany bevonattal) fénygyűjtő területe hatszor nagyobb. Átmérője nagyobb, mint bármely mai hordozórakéta, ezért a tükör 18 darab hatszögű részből áll, amelyeket indítás után bontanak ki. A szegmensek egyenként kb. 20 kilogrammot nyomnak, és 1,3 méter átmérőjűek.
Infravörös csillagászathoz van tervezve, de narancssárga és vörös spektrumon is tud megfigyelni. Ennek három fő oka van:
- magas vöröseltolódású objektumok fénykibocsátása infravörös spektrumon figyelhető csak meg
- hideg objektumok, mint csillagkörüli korongok és bolygók legerősebben az infravörös spektrumon bocsátanak ki
- a Hubble és a Földön található távcsövek nem vagy nehezen használhatók erre a célra.

A Földön található távcsöveknek át kellene nézniük a bolygó légkörén, amely sok infravörös sávon átlátszó (lásd: A Föld atmoszférájának elektromágneses transzmittanciája). Még akkor is, ha a légkör átlátszó, sok célanyag, mint a víz, a szén-dioxid és a metán, szintén létezik a Föld légkörében, ami megnehezíti az adatok elemzését. Jelenlegi űrtávcsövek, mint a Hubble, nem tudják megfigyelni ezeket a sávokat, mert tükreik nem megfelelő hőmérsékletűek (a Hubble tükre 15 °C (288 K; 59 °F) hőmérsékleten működik), így maga a teleszkóp is sugároz az infravörös spektrumon.
A JWST a Föld-Nap L2 (Lagrange)-pont közelében fogja végezni kutatásait, nagyjából 1,5 millió kilométerre a Föld pályájától. Hasonlításképpen a Hubble mindössze 550 kilométerre van a Földtől, míg a Hold 400 ezer kilométerre található. Emiatt a távolság miatt az indítás után a JWST hardverjének javítása vagy fejlesztése gyakorlatilag lehetetlen, a távcső készítésének idején az emberiség számára elérhető űreszközökkel. Az ezen Lagrange-pont közelében pályán lévő objektumok tudnak a Földdel együtt keringeni a Nap körül, aminek köszönhetően a távcső folyamatosan hasonló távolságra lesz a bolygótól, illetve a nappajzsát a Nap és Föld felé állítva meg fogja tudni akadályozni a fényszennyezés és a túlmelegedés problémáját, úgy, hogy közben folyamatos kommunikációban legyen a bolygónkkal. Ennek köszönhetően a űreszköz hőmérséklete folyamatosan 50 K (−223 °C; −370 °F) alatt lesz, ami szükséges az infravörös megfigyeléshez.
- A JWST Nappal ellenkező irányba néző oldala.
- A JWST Nappal szemben álló oldala (alja).
- A JWST tervrajzai

### Nappajzs

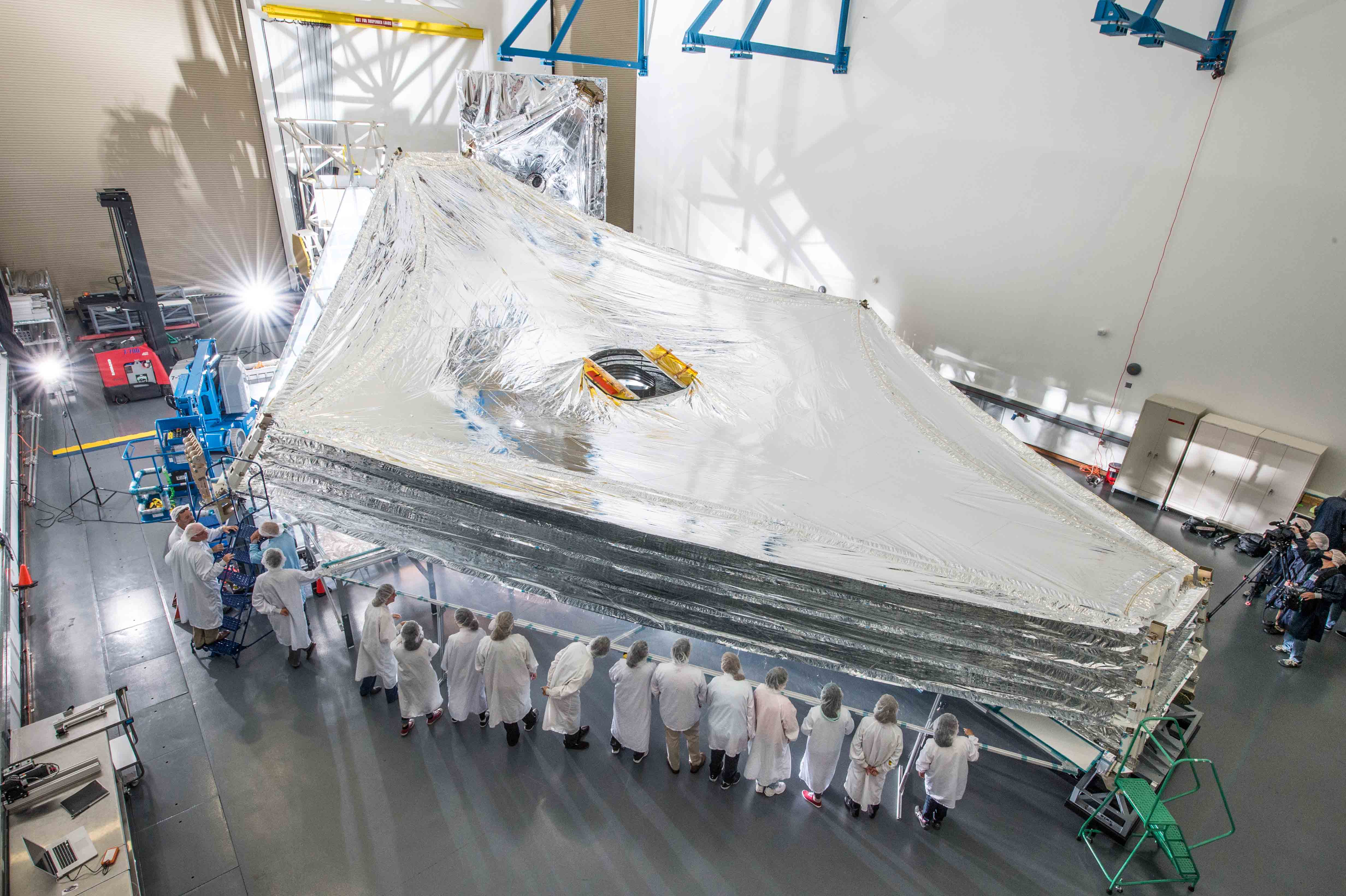
A nappajzs 2014-ben, tesztelés közben.

Ahhoz, hogy az infravörös spektrumon lehessen megfigyeléseket végezni, a JWST hőmérsékletét 50 K (−223.2 °C; −369.7 °F) alatt kell tartani, egyébként a távcső saját hősugárzása megzavarná a műszereit. Ezért használ a JWST egy nappajzsot, hogy megakadályozza, hogy a Nap, a Hold és a Föld fénye és melege elérje a távcsövet, míg az L2-ponton való keringésének köszönhetően folyamatosan ugyanazon oldalán tudja tartani a három égitestet. Itt el tudja kerülni a Hold és a Föld árnyékait, fenntartva egy konstans környezetet a nappajzsnak és a tükröknek. A nappajzs stabil hőmérsékletet tud fenntartani a hideg oldalon található eszközöknek, ami kulcsfontosságú a tükrök precíz beállításához.
Az öt rétegből álló nappajzs minden rétege olyan vastag, mint egy emberi hajszál, Kapton E poliimidből készült, amit a DuPont fejlesztett ki. Mindkét oldala alumíniummal van fedve, míg a két alsó réteg szilíciummal, amelynek köszönhetően vissza tudja verni a Nap hőjét a világűrbe. 2018-ban a tesztelés során elszakadt ez a pajzs, ami az egyik indoka volt az elhalasztott indításnak.
A pajzsot tizenkétszeresen hajtották össze, hogy beférjen az Ariane–5 rakétának teherterébe, amely 4,57 méter átmérőjű és 16,19 méter hosszú. Már a L2 felé vezető út során kinyílt egy 14,162 méterszer 21,197 méteres felületté. A pajzsot a ManTech (NeXolve) állította össze, Huntsville-ben, Alabamában, mielőtt Redondo Beachre szállították volna, Kaliforniába.

### Optika

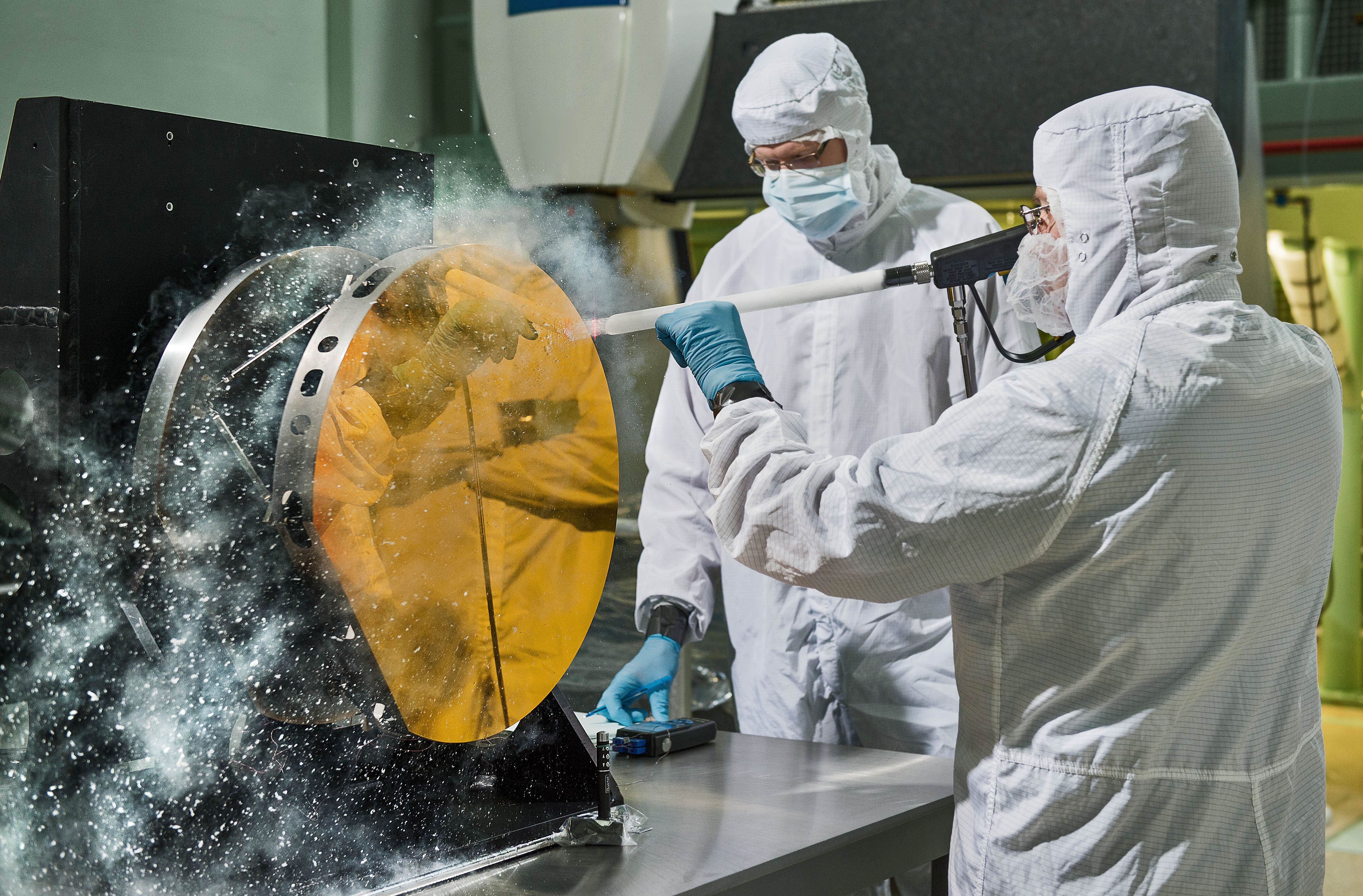
A JWST másodlagos tükrét tisztítják szén-dioxid hóval.

A JWST a Hubble űrtávcső tömegének csak a felét teszi ki, de elsődleges tükrének (6,5 méter átmérőjű berillium reflektor, arany bevonattal  ) fénygyűjtő területe hatszor nagyobb. Átmérője nagyobb, mint bármely mai hordozórakéta, ezért a tükör 18 darab hatszögű részből áll, amelyeket indítás után bontanak ki. A szegmensek egyenként kb. 20 kilogrammot nyomnak, és 1,3 méter átmérőjűek.

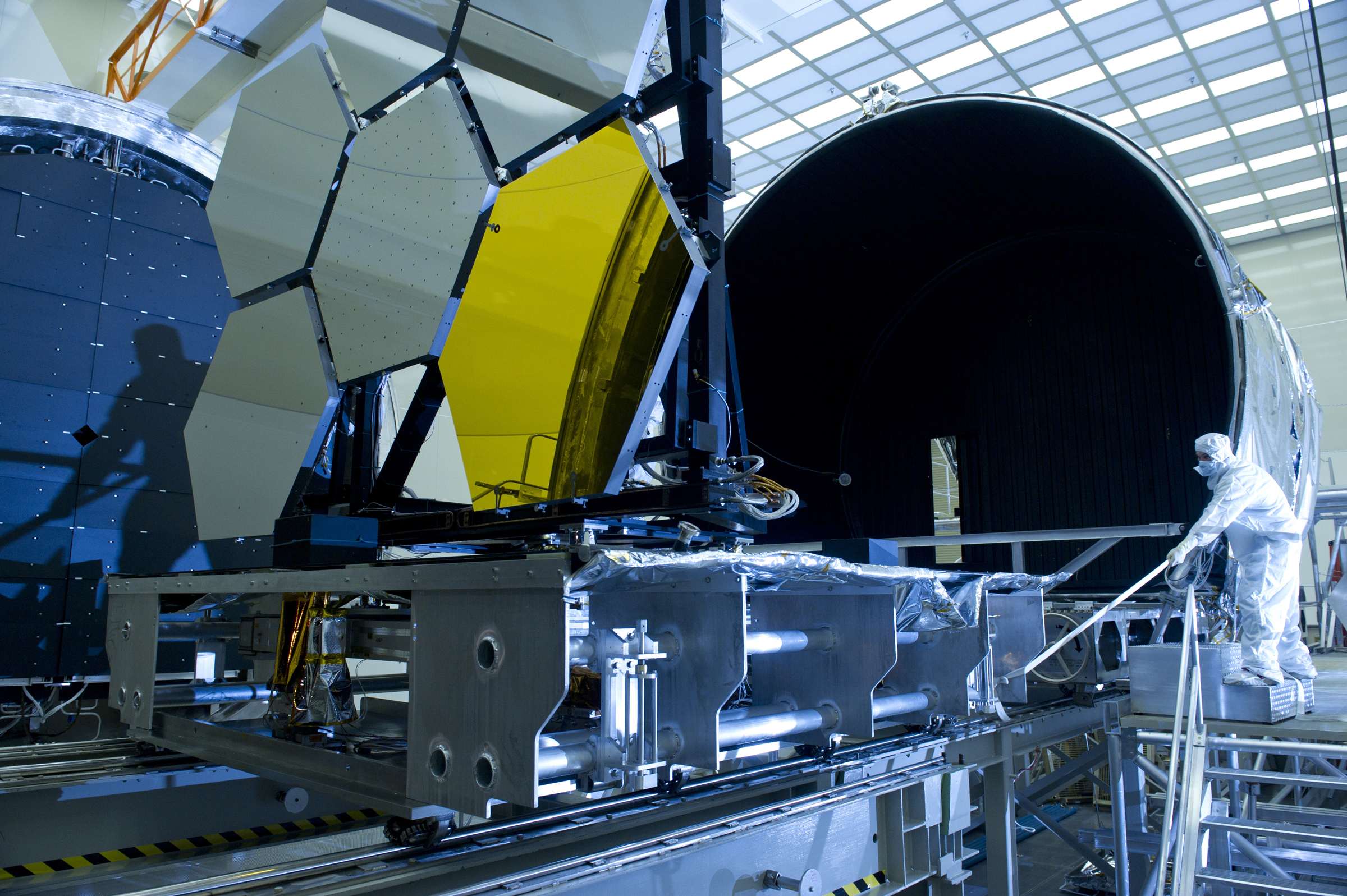
6 tükörszegmens a -248 °C-os kriogenikus teszt után. Az egyik darab már megkapta az aranybevonatot.

Érzékeny mikromotorok és szenzorok helyezik a tükör részeit a megfelelő helyzetbe, de az eredeti konfigurációt csak ritkán változtatják meg. A földi teleszkópok, mint a Keck, aktív optikát használva folyamatosan mozgatják a tükröket a zavaró hatások elkerülésére. Az arany bevonatot azért viszik fel, mert az aranynak rendkívül kedvező az infravörösben nyújtott tükrözőképessége, így javítva a várható képminőséget.
A főtükör összeszerelését 2016. február 3-án fejezték be, míg a másodlagosat pontosan egy hónappal később.

### Műszerek
Az Integrated Science Instrument Module (ISIM) a elektromosságot, a számítástechnikai erőforrásokat, a hűtést és a strukturális stabilitását biztosítja a Webb távcsőnek. A JWST aljához van kapcsolva, a JWST négy legfontosabb tudományos műszerét tartalmazza.

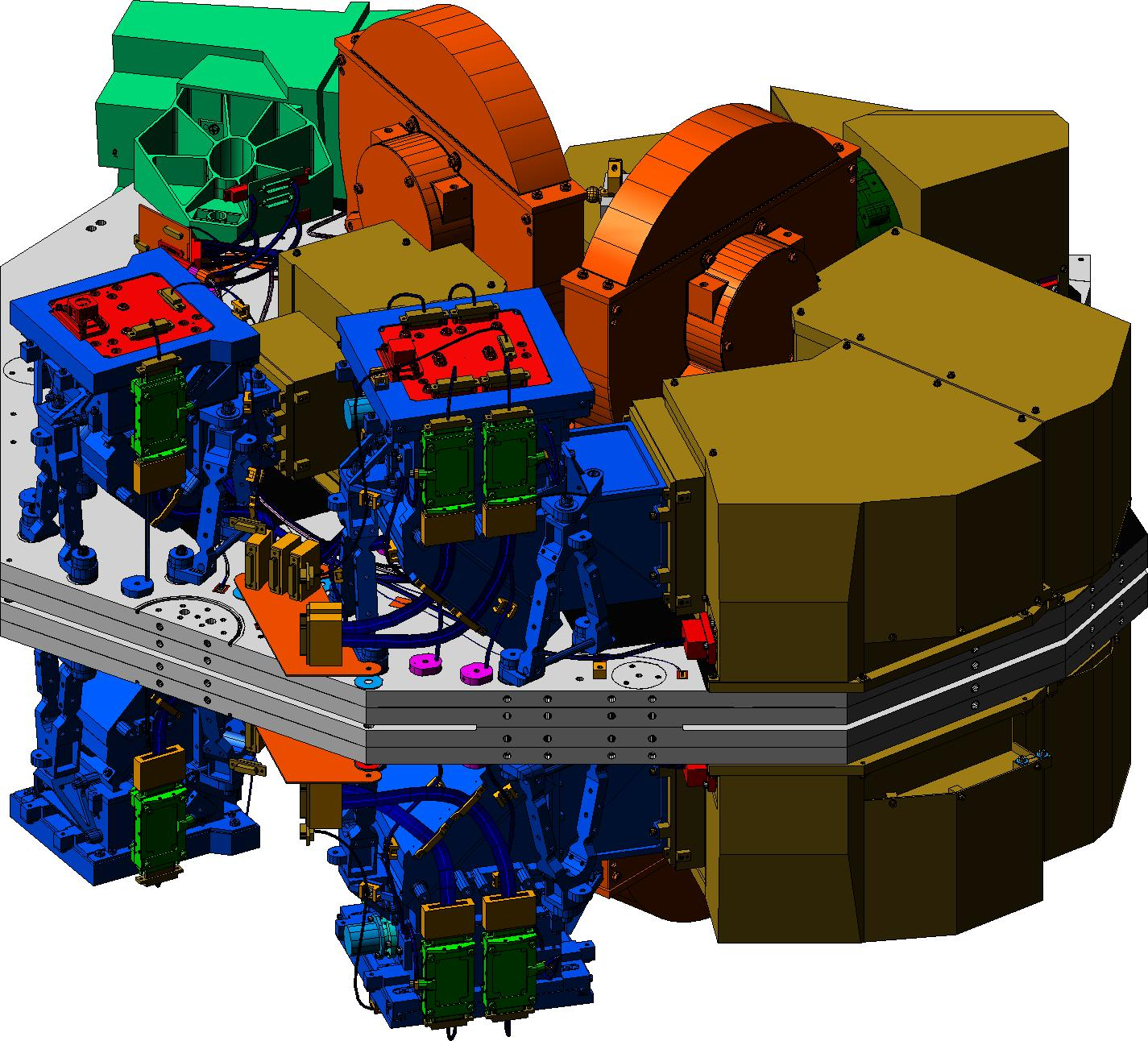
A NIRCam modellje.

- A NIRCam (Near Infrared Camera): egy infravörös kamera, amely a látható és a közel-infravörös spektrum között tud majd megfigyelni.[63] Tíz szenzorral rendelkezik, mind 4 megapixeles. A NIRCam lesz ezek mellett a távcső hullámfront szenzorja, amely az irányítását fogja segíteni. A NIRCamet az Arizonai Egyetem csapata építette, Marcia J. Rieke vezetésével. A gyártója pedig az Lockheed Martin Advanced Technology Centere Palo Altóban, Kaliforniában.[64]A NIRSpec modellje.

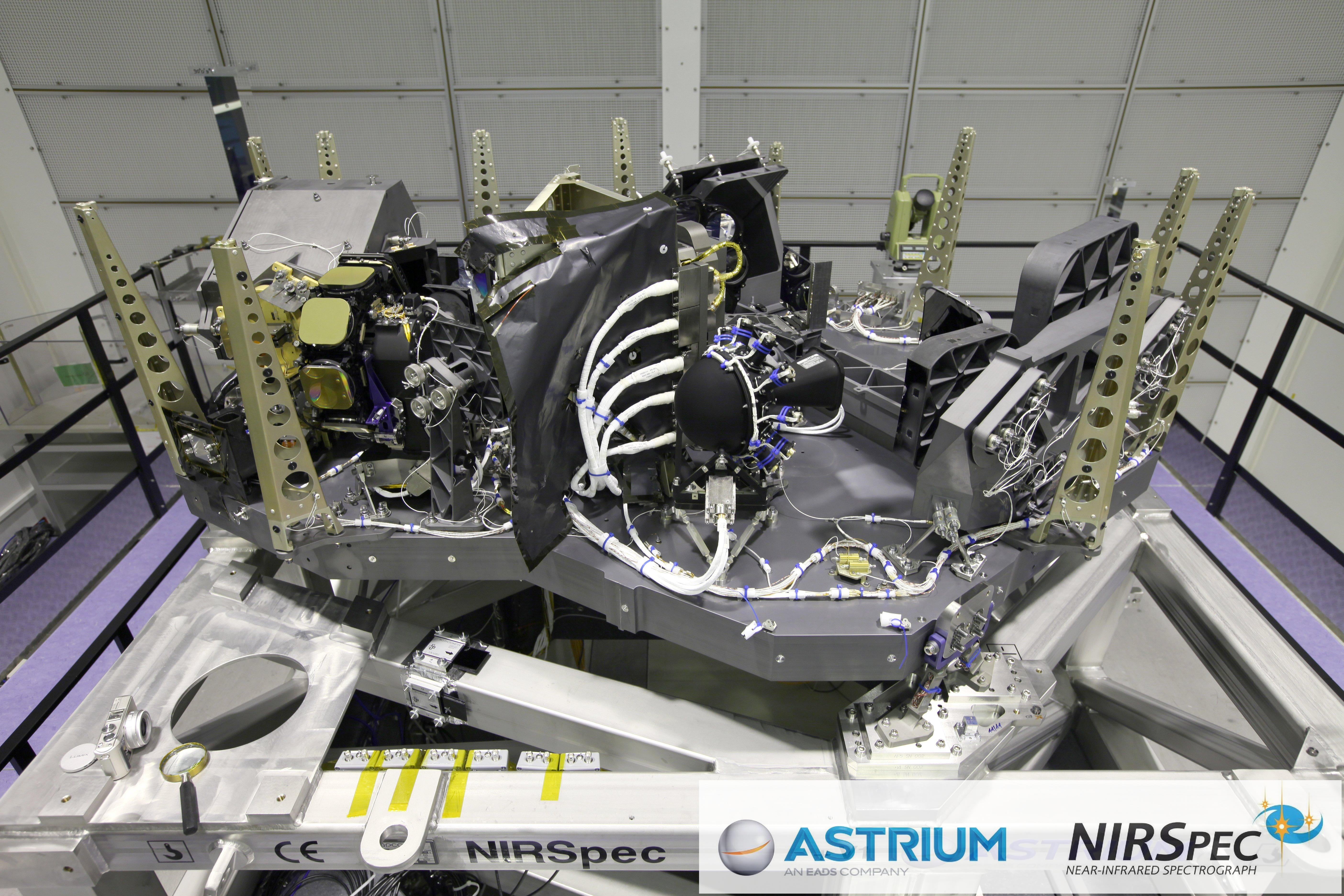
A NIRSpec modellje.

- A NIRSpec (Near InfraRed Spectograph) fogja teljesíteni a spektroszkópiát ugyanazon a hullámhosszon, mint a NIRCam. Az Európai Űrügynökség építette Noordwijkben, Hollandiában. A fejlesztőcsapat tagjai voltak az Airbus Defence and Space (Ottobrunn és Friedrichshafen, Németország) és a Goddard Űrközpont. A projekt vezetője Pierre Ferruit (École normale supérieure de Lyon) volt. A NIRSpec kialakításának köszönhetően három megfigyelőmódban működik: egy alacsony felbontású mód egy prizmával, egy több objektumot figyelő R~1000-mód és egy R~2700 nagynyílású spektrográf.[65] Ezeket a Filter Wheel Assembly mechanizmus segítségével választják ki, majd a Grating Wheel Assembly mechanizmus használatával működtetik. Mindkét mechanizmust az Infrared Space Observatory ISOPHOT-ja alapján alakították ki. A több objektumot figyelő mód egy komplex mechanizmus alapján működve tud egyszerre több száz objektumot vizsgálni, amelyek a NIRSpec látóterében vannak.[65] Kettő, 4 megapixeles szenzorral rendelkezik. A mechanizmusok és az optika elemek készítését és integrációját a Carl Zeiss Optronics GmbH végezte Oberkochenben, Németországban, az Astriummal létező szerződés alatt.[65]A MIRI 1:3 arányú modellje.

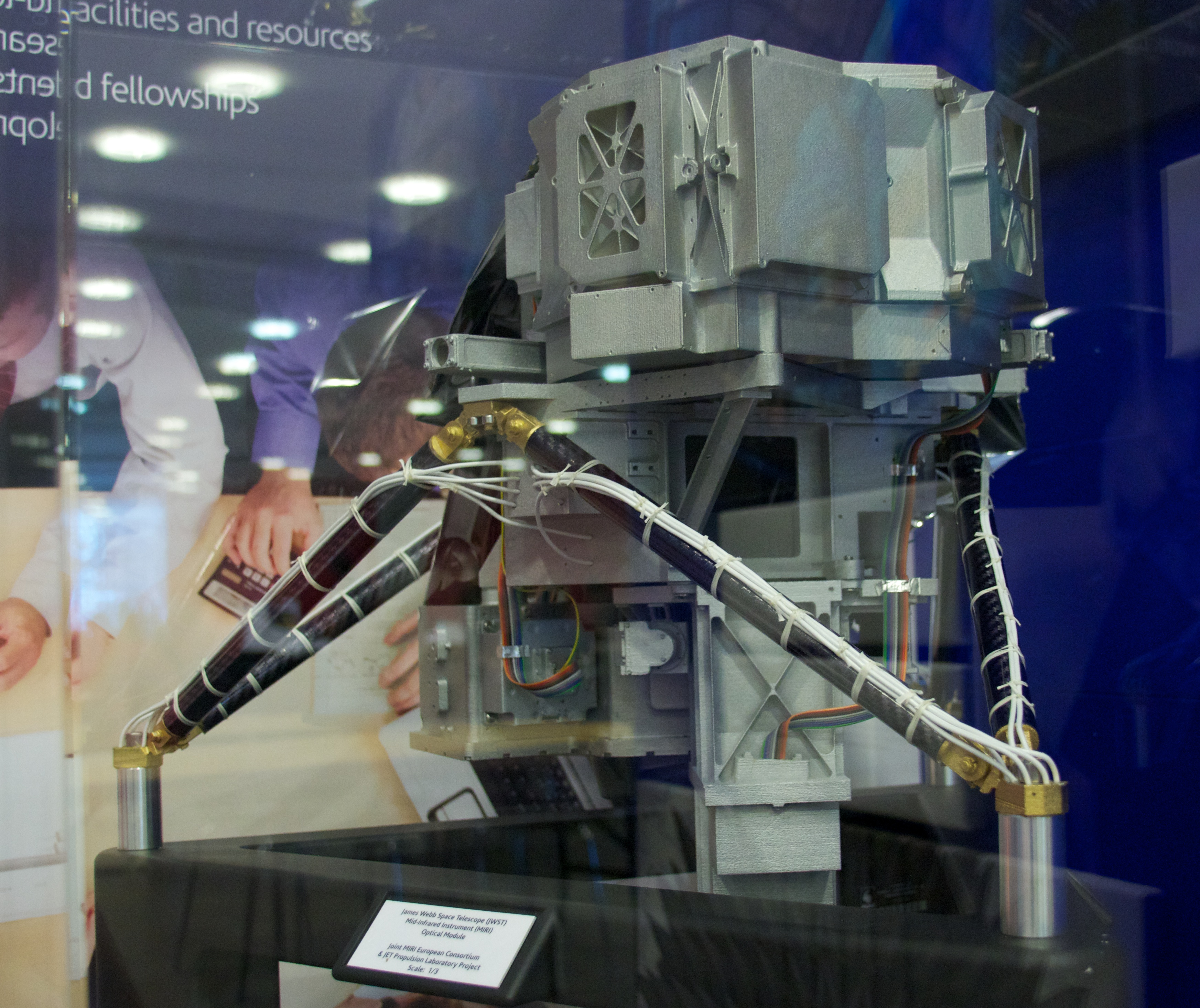
A MIRI 1:3 arányú modellje.

- A MIRI (Mid Infrared Instrument) fogja megfigyelni a közepes és hosszú infravörös hullámhosszokat (5 és 27 mikrométer között).[66][67] A MIRI-t a NASA és több európai ország fejlesztette ki együtt, George Rieke (Arizonai Egyetem) és Gillian Wright (UK Astronomy Technology Centre, Edinburgh, Skócia, a Science and Technology Facilities Council tagja) vezetésével. A MIRI mechanikája a NIRSpechez hasonló és ugyanúgy a Carl Zeiss Optronics GmbH hozta létre, de a Max Planck Társaság Csillagászati Intézményén keresztül, Heidelbergben, Németországban. Az elkészült műszert 2012 közepén szállították le a Goddard Űrközpontba, hogy integrálják az ISIM-be. A MIRI hőmérséklete nem lépheti át a 6 Kelvint, ezért héliumgázzal hűtik.[68]
- A FGS/NIRISS (Fine Guidance Sensor and Near InfraRed Imager and Slitless Spectrograph) fő feladata, hogy stabilizálja az obszervatóriumot megfigyelések idején. A Kanadai Űrügynökség gyártotta le, John Hutchings projektvezető (Herzberg Csillagászati és Asztrofizikai Kutatóközpont, Nemzeti Kutató Tanács) irányításával. Az FGS által készített számításokat használják a távcső irányítására és arra, hogy a főtükröt stabilizálják. A Kanadai Űrügynökség ezek mellett hozzájárult az űreszközhöz a Near Infrared Imager and Slitless Spectrograph (NIRISS) modullal, amelyet a 0,8 és 5 mikrométeres hullámhosszon. A projekt vezetője René Doyon volt, a Montréali Egyetemen.[64] Mivel az FGS és az NIRISS elválaszthatatlan, egy műszerként vannak feltüntetve, de teljesen más a céljuk, az egyik tudományos műszer, míg a másik a távcső infrastruktúrájának része.

A NIRCam és a MIRI is rendelkezik csillagfényt blokkoló koronagráffal, hogy olyan fényes csillagokhoz közeli célpontokat is meg lehessen velük figyelni, mint exobolygók és csillagkörüli korongok.
A műszerek infravörös detektorait a Teledyne Imaging Sensors készítette. Az adatok küldésére pedig SpaceWire-t használnak.

### Műholdplatform

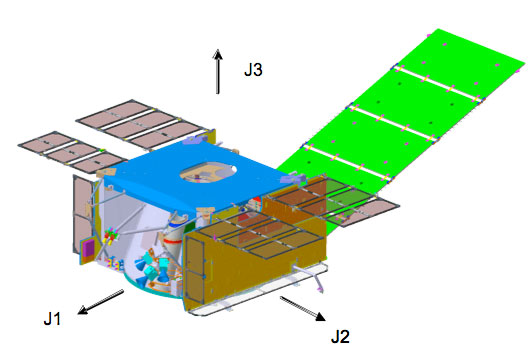
A műholdplatform.

A műholdplatform a James Webb űrtávcső fő támogató rendszere, amely a kommunikációs, számítástechnikai, elektromossággal és meghajtással kapcsolatos, illetve strukturális részeit kapcsolja össze. A nappajzzsal együtt a távcső űreszköz részét alkotják. A JWST másik két fontos eleme az Integrated Science Instrument Module (ISIM) és az Optical Telescope Element (OTE). Az ISIM Region 3 része is a platformban található, amelynek része a MIRI cryocoolerje, illetve az ISIM irányító és adatkezelési rendszere. A műholdplatform az Optical Telescope Elementhez van kapcsolva, a Deployable Tower Assemblyn keresztül, amely kapcsolódva van a nappajzshoz. A platform a teleszkóp meleg oldalán található, amely a Nap felé áll, 300 Kelvin (27 °C; 80 °F) hőmérsékleten működik.
A teljes platform 350 kg és 6200 kilogrammot bír el. Kaliforniában állították össze, 2015-re készült el és 2021-re integrálták. A műholdplatform felelős a távcső irányba állításáért, amelyet ívmásodpercnyi pontossággal kell megtenni. A platformon található ezek mellett a számítástechnikai központja a távcsőnek, amely feldolgozza az adatokat és visszaküldi azt a Földre. Tíz pár manőverező rakétával rendelkezik, amely párokból az egyik az első számú, a másik pedig egy extra, biztonság kedvéért. Összesen 159 liter hidrazin üzemanyagot fog használni. Oxidálószere pedig 79.5 liter dinitrogén-tetroxid.

## Összehasonlítás más távcsövekkel

A Hubble (balra) és a James Webb (jobbra) űrtávcsövek főtükrei méretének összehasonlítása (a kép bal szélén egy emberi alak látható).

Egy nagy infravörös űrtávcsőre már évtizedek óta volt szükség. Az Egyesült Államokban a Shuttle Infrared Telescope Facility (SIRTF) volt az első ilyen tervezett távcső. Földi teleszkópokhoz képest az űrtávcsöveket nem zavarja meg a légkör infravörös sugárzást elnyelő képessége.
Ennek ellenére az infravörös űrtávcsöveknek vannak hátrányai is: nagyon hidegen kell őket tartani, és minél hosszabb az infravörös hullámhossz, annál hidegebbnek kell lennie, hogy a saját hője ne vakítsa meg a távcsövet és annak detektorait. Ezt meg lehet előzni azzal, hogy egy nagyon hideg elemmel (mint a folyékony hélium) töltött dewar edénybe helyezik a távcsövet. Ennek köszönhetően a legtöbb infravörös távcsőnek az élettartamát a hűtője korlátozza, amely általában rövid, maximum néhány év.
Esetenként sikerült elérni, hogy hűtő használata nélkül elég alacsonyan lehessen tartani a hőmérsékletét, hogy infravörös sugárzáshoz közel tudjanak megfigyelni, mint a Spitzer űrtávcső és a Wide-field Infrared Survey Explorer esetében. Még egy példa rá a Hubble Near Infrared Camera and Multi-Object Spectrometer műszere, amely először nitrogén jeget használt, ami elfogyott egy pár év után, majd egy cryocoolerre váltott. A James Webb űrtávcső egy dewar nélkül fogja hűteni magát, nappajzsok és radiátorok használatával, míg a 3–5 μm spektrumú műszere egy további crycoolert fog igénybe venni.
| Név                                                                | Év   | Hullámhossz (μm) | Apertúra (m) | Hűtés                        |
| ------------------------------------------------------------------ | ---- | ---------------- | ------------ | ---------------------------- |
| Spacelab Infrared Telescope (IRT)                                  | 1985 | 1,7–118          | 0,15         | Hélium                       |
| Infrared Space Observatory (ISO)                                   | 1995 | 2,5–240          | 0,60         | Hélium                       |
| Hubble Space Telescope Imaging Spectrograph (STIS)                 | 1997 | 0,115–1,03       | 2,4          | Passzív                      |
| Hubble Near Infrared Camera and Multi-Object Spectrometer (NICMOS) | 1997 | 0,8–2,4          | 2,4          | Nitrogén, később cryocooler  |
| Spitzer űrtávcső                                                   | 2003 | 3–180            | 0,85         | Hélium                       |
| Hubble Wide Field Camera 3 (WFC3)                                  | 2009 | 0,2–1,7          | 2,4          | Passzív és termoelektromos   |
| Herschel űrtávcső                                                  | 2009 | 55–672           | 3,5          | Hélium                       |
| JWST                                                               | 2021 | 0,6–28,5         | 6,5          | Passzív és cryocooler (MIRI) |
| Forrás:                                                            |      |                  |              |                              |

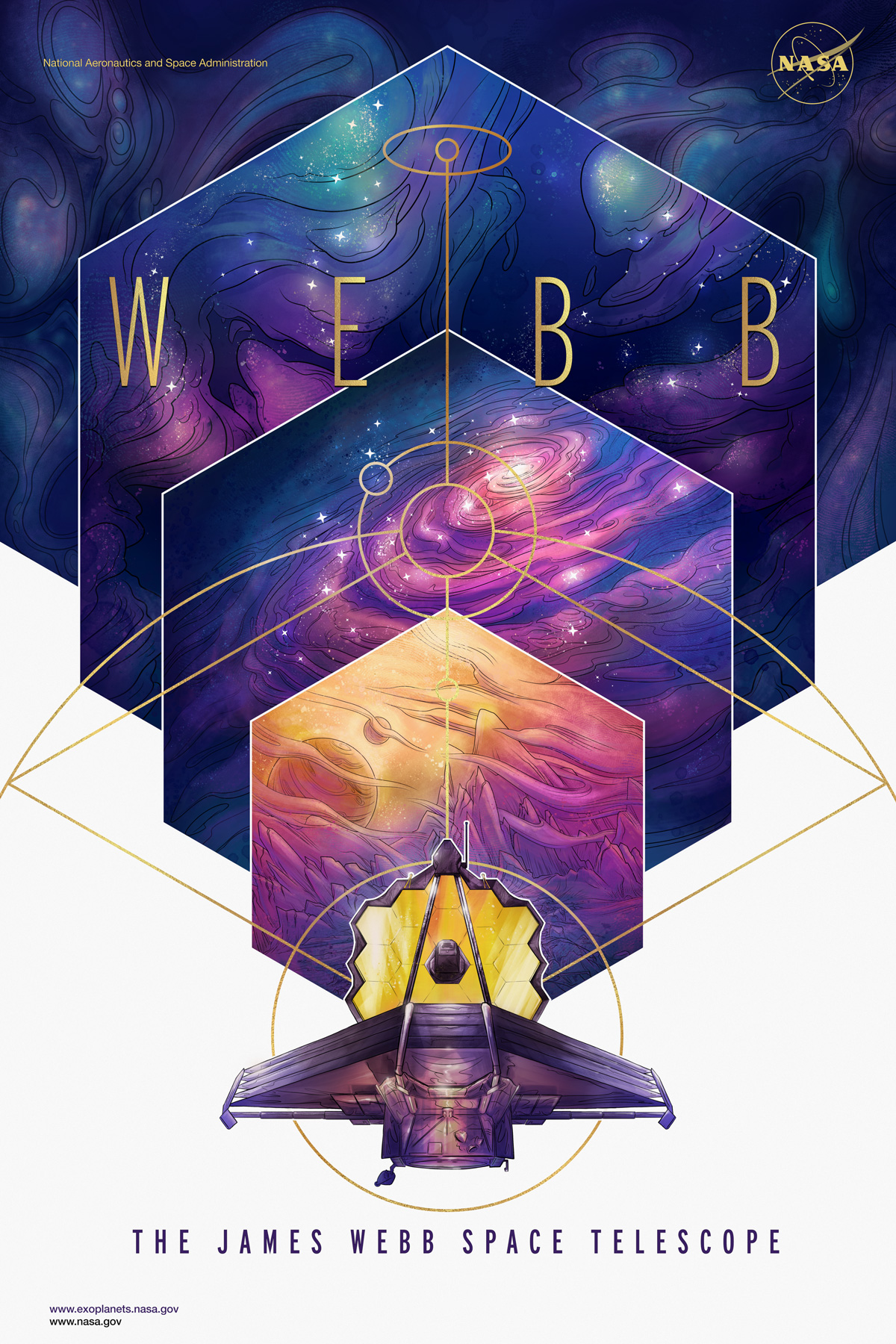
A James Webb űrtávcső hivatalos posztere

A JWST halasztásai és költségének emelkedése hasonlít a Hubble űrtávcsőéhez. Mikor 1972-ben megkezdték az építését, a Hubble eredetileg 300 millió dollárba (2021-es dollárban közel 2 milliárd dollár) került volna, de elindításának időpontjára költsége már ennek négyszeresére emelkedett. 2006-ig pedig a teljes költségvetése az új műszerekkel és a szervízelésekkel együtt már átlépte a 9 milliárd dollárt (2021-es dollárban közel 12,5 milliárd dollár).
A JWST-vel egyidőben tervezett obszervatóriumok közül a legtöbbet már lemondták vagy elhalasztották, mint a Terrestrial Planet Findert (2011), a Space Interferometry Missiont (2010), az International X-ray Observatory (2011), a MAXIM-ot (Microarcsecond X-ray Imaging Mission), a SAFIR-t (Single Aperture Far-Infrared Observatory), a SUVO-t (Space Ultraviolet-Visible Observatory) és a SPECS-et (Submillimeter Probe of the Evolution of Cosmic Structure).

## A program története

### Háttér
A Hubble utódjának első munkálatai 1989 és 1994 között egy Hi-Z űrtávcső koncepciójához, egy teljesen elfedett, 4 méteres apertúrával rendelkező infravörös távcsőhöz vezettek. A távcsövet 3 csillagászati egységre helyezték volna el a Földtől, hogy ne zavarja meg működését a bolygóközi porból származó fényszennyezés.
| Év   | Esemény                            |
| ---- | ---------------------------------- |
| 1996 | Az NGST megkezdődött.              |
| 2002 | Átnevezve JWST-re, 8 m helyett 6 m |
| 2004 | A NEXUS lemondva                   |
| 2007 | ESA/NASA MOU                       |
| 2010 | Sikeres MCDR                       |
| 2011 | Javasolt lemondás                  |
| 2021 | Tervezett indítás                  |

A Hubble első éveiben csalódást keltő teljesítménye nagy szerepet játszott a JWST megszületésében. 1993-ban a NASA elfogadta a terveket a Space Shuttle programra, hogy kicseréljék a Hubble kameráját és a spektográfját, hogy ellensúlyozzák az aberrációt főtükrén. Ugyan a asztronómiai közösség nagy várakozással állt a programhoz, a NASA felhívta a figyelmet rá, hogy az űrben végzett munkálatok nagy rizikóval járnak és egyáltalán nem biztos, hogy sikeres is lesz. A Csillagászati Kutatásokat Végző Egyetemek Szövetsége létrehozott egy bizottságot (a HST & Beyond Committee), amely áttekintette a szervízelés hatékonyságát és új távcsöveket tervezett, arra az eshetőségre, ha a program sikertelen lenne. Szerencséjükre az első küldetés sikeres lett 1993 decemberében és a Hubble által készített képekre is váratlanul pozitív volt a reakció.
A Hubble sikerének és az Európában történő innovatív munkálatoknak köszönhetően, a HST & Beyond Committee elkezdett tervezni egy sokkal nagyobb és sokkal hidegebb, infravörös sugárzásra érzékeny távcsövet, amely vissza tudott volna nézni a kozmikus időben, hogy megfigyelje az első galaxisok születését. Ehhez a megfigyeléshez a Hubble már nem felelt meg, tekintve, hogy egy meleg távcső és így a saját műszereinek infravörös-kibocsátása megvakítja. Amellett, hogy a NASA elfogadta a Hubble programjának 2005-ig való meghosszabbítását, elfogadták a HST & Beyond Committee javaslatát egy nagy, hideg űrtávcsőre (amelyet 100 fokkal 0 °C alá hűtöttek volna) és elkezdték tervezni a JWST-t.
Az 1960-as évekkel kezdődően és azóta minden évtized kezdetén összegyűlnek az amerikai csillagászok, hogy tervezeteket mutassanak be új csillagászati műszerekre és kutatásokat tervezzenek a következő évtizedekre, illetve, hogy megegyezzenek a jövőbeli célokban és prioritásokon. A 2000-ben elkészült felmérés szerint a nemzetközi csillagászközösség az egyik legfontosabb lépésnek tartotta egy program (amely Következő Generációs Űrtávcső néven lett ismert) és a hozzá kapcsolódó műszerek kialakítását. Ahogy a NGST koncepciója fejlődött, kiemelte a galaxisok születésének megfigyelésének és új bolygók keresésének fontosságát, amely célokat a HST & Beyond „Eredet” név alatt foglalt össze. Az 1990-es évek végén a NASA létrehozta az Eredet Albizottságot, hogy ezt a célt elérjék. Ahogy azt a NASA remélte, a 2000-es évtizedes felmérésen a NGST kapta a legmagasabb helyezést, ezzel a teljes közösség támogatásával indult meg a program.
A koncepció, amelyből végül kialakult a JWST, 1996-ból származik, akkor még Következő Generációs Űrtávcső néven indult. 2002-ben, miután elkezdődtek a tényleges fejlesztések, elnevezték a NASA második igazgatójától (1961–1968), James E. Webbről (1906–1992). Webb vezette az ügynökséget az Apollo-program idején és a NASA első számú prioritásának nevezte a tudományos kutatásokat. A JWST a NASA projektje, de támogatja az Európai Űrügynökség (ESA) és a Kanadai Űrügynökség is.
Az 1990-es évek közepén kialakult „gyorsan, jobban, olcsón”-érában a NASA vezetői egy olcsó űrtávcsövet akartak létrehozni. Ennek következtében a NGST első tervei szerint 8 méteres apertúrája lett volna és az L2 közelében helyezték volna el, összesen nagyjából 500 millió dollárból. 1997-ben a NASA együtt dolgozott a Goddard Űrközponttal, a Ball Aerospace & Technologiesszal és a TRW-vel, hogy kielemezzék a költségvetést és a technikai elvárásokat. Akkor az indítást 2007-re tervezték, de ezt végül gyakran eltolták.
2003-ban a NASA a TRW-nek adta a fő szerződést a JWST kialakítására, 824.8 millió dollárért. A tervezet szerint 6.1 méteres lett volna a főtükre és 2010-ben indították volna el. Később az évben a Northrop Grumman megvette a TRW-t és átnevezte Northrop Grumman Space Technologyra.

### Fejlesztések
A NASA greenbelti Goddard Űrközpontja volt a projekt fő menedzsere. A James Webb űrtávcső igazgatója John C. Mather, míg a Northrop Grumman Aerospace Systems foglalkozik a fejlesztéssel és a rendszer integrációjával. Ők építik az űrtávcső részeit, amelyek közé tartozik a műholdplatform és nappajzs is. A Ball Aerospace & Technologies építette a Optical Telescope Elementet. A Goddard Űrközpont pedig a Integrated Science Instrument Module (ISIM) létrehozásáért volt felelős.
A költségvetés 2005-ös megemelkedése miatt abban az évben újratervezték a programot. A fő változások az integrációs tervekben és tervezett tesztekben voltak, az indítás 22 hónapos elhalasztása (2011-ről 2013-ra) és a rendszerszintű tesztelés elvetése, 1,7 mikrométernél rövidebb hullámhosszon. Az újratervezés után a projektet felülvizsgálta egy független szervezet, amely vizsgálat szerint a NASA-nak újra kellett terveznie a költségvetésének szakaszolását.
A 2005-ös újratervezés szerint 4,5 milliárd dollárba került volna a távcső a teljes életciklusa alatt. Ebből 3,5 milliárd lett volna a design, a fejlesztés, az indítás és a megbízások, illetve nagyjából 1 milliárd dollár lett volna a fenntartása tíz éves élettartama alatt. Az ESA ebből 300 millió eurót áll, amely magában foglalja a JWST űrbejuttatását is. A Kanadai Űrügynökség 39 millió kanadai dollárt szentelt a projektre 2007-ben, és ezt műszerek formájában juttatta el a NASA-nak.

### Gyártás

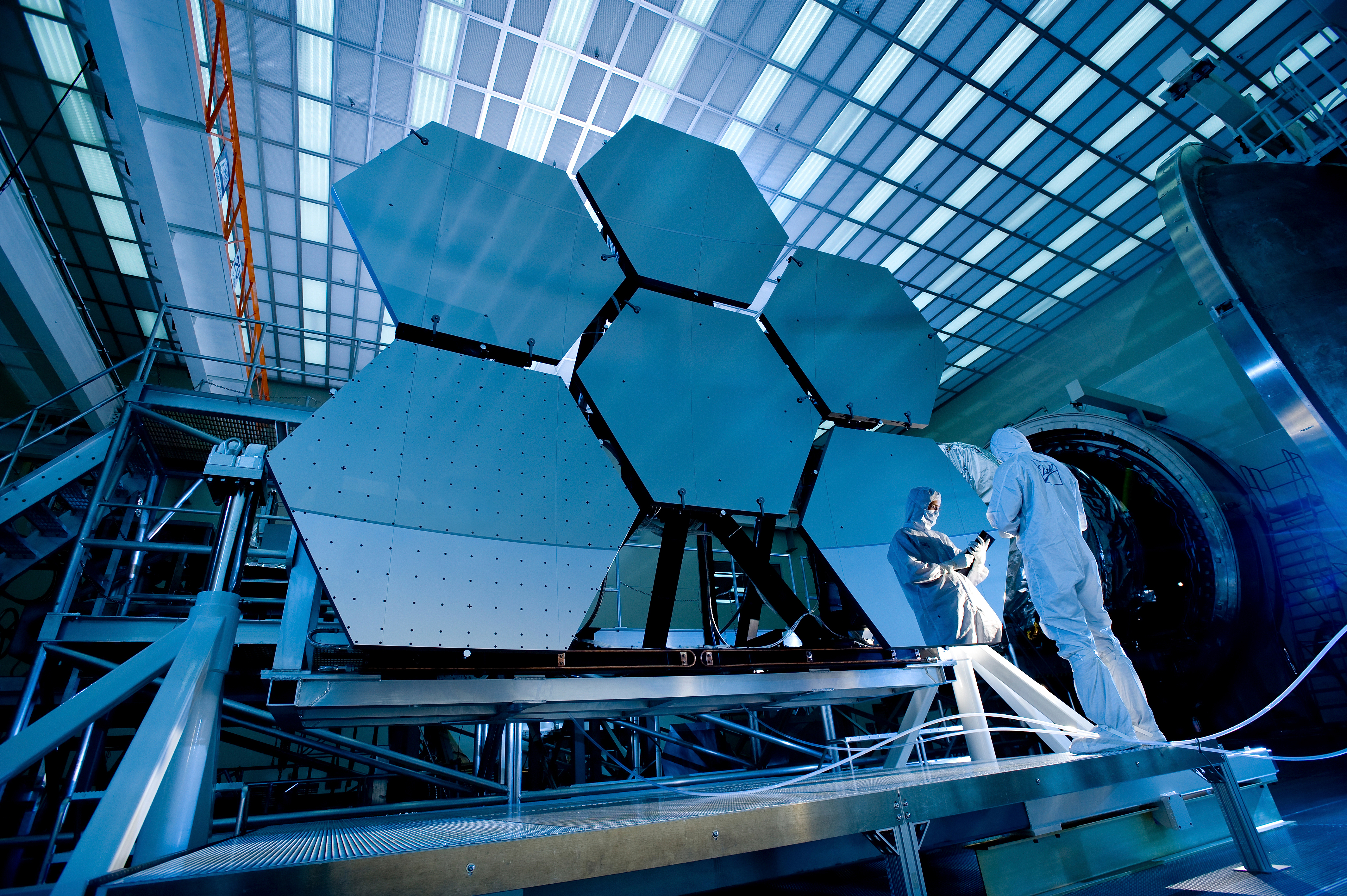
A főtükör részei tesztelés alatt, 2010-ben.

2007 januárjára tízből kilenc technológiai fejlesztés már elkészült és átlépte az NAR-t (Non-Advocate Review). Az egyetlen fennmaradó fejlesztés a MIRI cryocooler volt, ez három hónappal később elkészült. 2007 májusára a költségvetés még mindig a tervezeten belül volt. 2008 márciusában a projekt sikeresen átlépte a Preliminary Design Review-t (PDR), míg két hónappal később egy újabb NAR-t. 2008. július 10-én a NASA bejelentette, hogy a tervezés befejeztével megkezdték a műhold építését. Ugyanez év decemberére készült el a 150 négyzetméteres árnyékoló fólia, mely a távcső tükrét a napsugárzástól védi. 2009 áprilisában kezdték meg az első főtükör-szegmens vákuumkamrás tesztelését, melynek célja, hogy ellenőrizzék, hogy a világűrre jellemző vákuumban és hőmérsékleten hogyan változik a tükör alakja. A felület az ideálistól a tervek szerint nem tér el 20 nanométernél jobban.

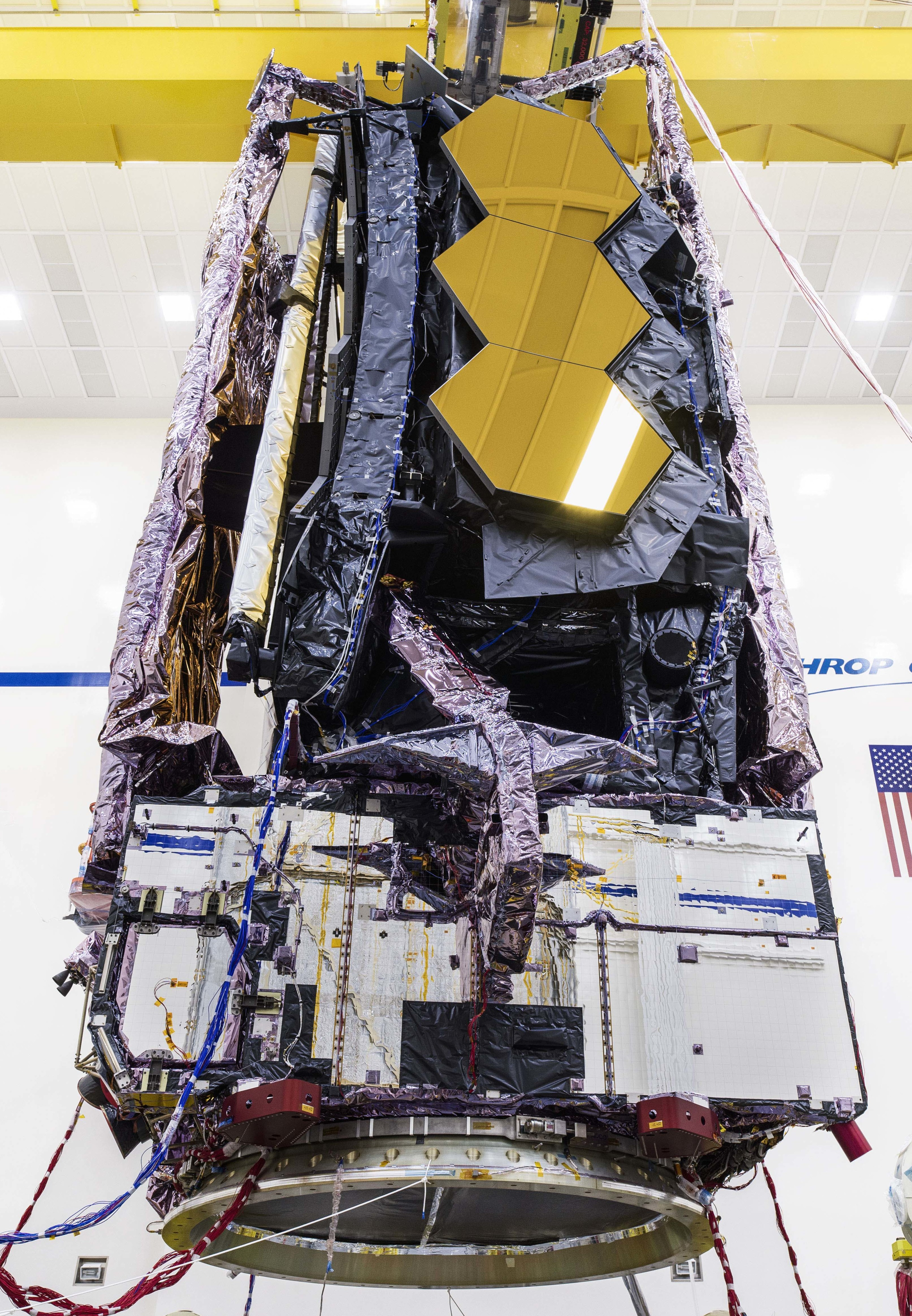
A James Webb űrtávcső környezeti tesztelés után, 2020-ban.

2010 áprilisában jól teljesített a Mission Critical Design Review-n (MCDR), amely azt jelezte, hogy az integrált obszervatórium teljesíteni tudja az összes tudományos és mérnöki elvárást küldetése során. Az MCDR után újratervezték a projekt idővonalát, amelynek következtében leghamarabb 2015-re tolták az indítását, de 2018-at se zárták ki. 2010-re a költségvetési problémák már befolyásolták a NASA más projektjeit.
2011-re a JWST már az utolsó design-fázisban volt. Mivel indítása után nem fognak tudni változtatni rajta, a tesztelési időszak sokkal hosszabb, mint más projektek esetében. Sok technológiai fejlődést hozott a távcső. A projekt indulásának idején az 1990-es években még nem lehetett tudni, hogy egy ilyen nagy, de ilyen alacsony tömegű távcsövet létre lehet-e hozni.
A főtükör hexagon alakú részeit 2015 novemberében kezdték el összeszerelni és három hónappal később készült el. A végső összeszerelési fázis 2016 novemberében ért véget, mikor megkezdődtek a tesztelések. 2018 márciusában a NASA elhalasztotta az indítást egy évvel, 2020 májusára, miután a teleszkóp egyik nappajzsa elszakadt és a kábelei nem működtek a tervek szerint. 2018 júniusában a NASA újabb 10 hónapot halasztott a projekten, egy független felülvizsgálat következtében, amely 344 hibalehetőséget talált a távcsövön. 2019 augusztusára befejezték a teleszkóp mechanikai integrációját. Ezt az első tervek szerint 12 évvel korábban, 2007-ben kellett volna befejezni. Ezt követően kezdték meg az öt nappajzs beszerelését, hogy megvédjék a teleszkópot a Nap infravörös sugaraitól.
Miután az összeszerelés elkészült, a JWST teljesítette az utolsó teszteket Redondo Beachen, Kaliforniában. A távcsövet szállító hajó 2021. szeptember 26-án hagyta el Kaliforniát, és 2021. október 12-én érkezett meg Francia Guyanába, a Panama-csatornán keresztül utazva.

### Problémák
A NASA-nak összesen az elvárások szerint 9,7 milliárd dollárba fog kerülni a projekt, amelyből 8,8 milliárdot a távcsőre költenek, míg 861 milliót az öt éves élettartamra. Az ESA és a CSA azt nyilatkozta, hogy nagyjából 700 millió euróval és 200 millió kanadai dollárral támogatták a projektet.
| Év                            | Tervezett indítás | Költségvetés (milliárd dollár) | Költségvetés (milliárd dollár) |
| Év                            | Tervezett indítás | Valós                          | 2021                           |
| ----------------------------- | ----------------- | ------------------------------ | ------------------------------ |
| 1997                          | 2007              | 0,5                            | 0,86                           |
| 1998                          | 2007              | 1                              | 1,7                            |
| 1999                          | 2007–2008         | 1                              | 1,6                            |
| 2000                          | 2009              | 1,8                            | 2,9                            |
| 2002                          | 2010              | 2,5                            | 3,8                            |
| 2003                          | 2011              | 2,5                            | 3,7                            |
| 2005                          | 2013              | 3                              | 4,2                            |
| 2006                          | 2014              | 4,5                            | 6,2                            |
| 2008, Első design vizsgálat   |                   |                                |                                |
| 2008                          | 2014              | 5,1                            | 6,5                            |
| 2010, Utolsó design vizsgálat |                   |                                |                                |
| 2010                          | 2015–2016         | 6,5                            | 8,2                            |
| 2011                          | 2018              | 8,7                            | 10,7                           |
| 2013                          | 2018              | 8,8                            | 10,5                           |
| 2017                          | 2019              | 8,8                            | 9,9                            |
| 2018                          | 2020              | ≥8,8                           | 9,7                            |
| 2019                          | 2021 márciusa     | 9,66                           | 10,4                           |
| 2021                          | 2021 decembere    | 9,70                           | 9,70                           |

A JWST sokkal több pénzbe került, mint az eredeti költségvetés és sokszor el kellett halasztani. Ez részben külső tényezők miatt volt, mint a döntés meghozatala a hordozórakétáról. 2006-ra már 1 milliárd dollárt elköltöttek a projektre, ekkor 4,5 milliárd volt a tervezett költségvetés. Egy 1984-es kutatás szerint a következő generációs infravörös obszervatórium legalább 4 milliárd dollárba került volna (10 milliárd 2021-es dollárban).
A távcsövet eredetileg 1,6 milliárdos költségvetéssel tervezték, de a korai fejlesztések idején ez az összeg elkezdett nőni és elérte az 5 milliárdot, mire hivatalosan jóváhagyták az összeszerelés megkezdését 2008-ban. 2010 nyarán a projekt kiemelkedően jól teljesített az utolsó design vizsgálaton, de a pénzügyi problémák miatt Barbara Mikulski marylandi szenátor egy független felülvizsgálatot kért a távcsőről. A vizsgálatot J. Casani vezette és úgy találta, hogy leghamarabb 2015-ben fogják elindítani a teleszkópot, legalább 1,5 milliárd további költségekkel (összesen 6,5 milliárd dollárért). Ezek mellett kiemelte, hogy ehhez szükség lesz 2011-es és 2012-es pénzügyi támogatásra is, illetve, hogy egy későbbi indítás további pénzügyi problémákhoz vezethet.
2011. július 6-án az Egyesült Államok Képviselőházának Kereskedelem, tudomány és közlekedési Bizottsága javasolta a projekt lemondását azzal, hogy a költségvetési tervben megvontak 1.9 milliárd dollárt a NASA-tól, amelynek legalább a negyedét a JWST-re költötték volna. Eddig a pontig közel 3 milliárd dollárt költöttek rá és a hardverjének 75%-a már gyártási folyamatban volt. A költségvetési javaslatot a bizottság elfogadta, azt mondva, hogy „több milliárd dollárral átlépte a költségvetést és nagyon rosszul van kezelve.” Erre válaszként az Amerikai Csillagászati Közösség és Barbara Mikulski is kiadott egy közleményt, amelyben támogatta a JWST-t. 2011 novemberében a JWST nemzetközi támogatottságának köszönhetően a Kongresszus visszavonta a költségvetési javaslatot és további pénzt adott a projektre, amelynek lehetséges költségvetése elérte a 8 milliárd dollárt.
Voltak tudósok, akik kifejezték nemtetszésüket a projekt költségvetésének instabilitásától, mivel az így akadályozta más, fontos csillagászati programok elindítását. 2010-ben a Nature magazin azt írta a JWST-ről, hogy „a távcső, ami felfalta a csillagászatot.”
Egy, a NASA korábbi költségvetési adatait való felülvizsgálat szerint a JWST ugyanazoktól a problémáktól szenved, mint a NASA más nagy projektjei. Javítások és eredetileg nem tervezett tesztelések is ezen indokok közé tartoznak.
2018. március 27-én a NASA bejelentette, hogy a JWST indítását legalább 2020 májusára tolják, elismerve, hogy a projekt valószínűleg több mint 8,8 milliárdba fog kerülni. A NASA kiadott egy újabb költségvetési tervet, miután megegyeztek az újabb startidőszakban az Európai Űrügynökséggel. Ez átlépte a Kongresszus által 2011-ben a projektre helyezett 8 milliárdos maximum költségvetést. Ennek következtében a NASA-nak újra el kellett fogadtatni a költségvetést a törvényhozással.
2019 februárjában a Kongresszus tovább emelte a költségvetést 800 millió dollárral.

### Partnerek
A NASA, az ESA és a CSA 1996 óta dolgozik együtt a távcsövön. Az ESA részvételét 2003-ban hagyták jóvá a tagjai és 2007-ben írták alá a megegyezést a NASA-val. A teljes közreműködésért és a obszervatóriumhoz való teljes hozzáférésért az ESA felajánlotta a NIRSpec, az Optical Bench Assembly (a MIRI része) műszereket, egy Ariane–5 ECA hordozórakétát és munkaerőt. A CSA pedig a Fine Guidance Sensorral és a Near-Infrared Imager Slitless Spectrograph-fal támogatja a projektet.
Több ezer tudós, mérnök és műszaki szakember dolgozott a JWST-én, 15 országból. 258 cég, kormányzati ügynökség és egyetem volt a közreműködés része. 142 az Egyesült Államokból, 104 összesen 12 európai országból és 12 Kanadából.
Résztvevő országok
| - Ausztria - Belgium - Csehország - Dánia - Egyesült Államok - Egyesült Királyság - Finnország | - Franciaország - Görögország - Hollandia - Írország - Kanada - Luxemburg - Németország | - Norvégia - Olaszország - Portugália - Spanyolország - Svájc - Svédország |

## Tudományos eredményei
Az első képeket 2022. július 12-én adták ki, amely egyben a Webb általános tudományos küldetésének kezdetét is jelentette. Joe Biden amerikai elnök mutatta be az első képet, melynek címe a Webb’s First Deep Field volt, egy nappal a hivatalos megjelenések előtt. A NASA a célpontok listáját is aznap adta ki:
- Éta Carinae-köd – NGC 3324 elnevezésű fiatal régió, amely nagyjából 8500 fényévre van a Földtől. A képeken láthatók úgynevezett „kozmikus szirtek.”[155]
- WASP-96 b – az óriás gázbolygó atmoszférájának elemzése, amelyben bizonyítékot találtak vízre. 1120 fényévre található a Földtől.[155]
- NGC 3132 – planetáris köd, amelyet egy elhaló csillag bocsát ki 2500 fényévre a Földtől.[155]
- Stephan’s Quintet – öt galaxis képe. A négy középső galaxis 290 millió fényévre van a Földtől.[155]
- SMACS J0723.3-7327 – A Webb’s First Deep Field kép, 4,6 milliárd fényévre a Földtől. A képeken látható galaxisok esetekben 13,1 milliárd fényévre is vannak.[155][157]

2022. július 14-én a NASA kiadott képeket a Jupiterről és a hozzá közeli régiókról.
A NASA, az ESA és a CSA elmondása szerint a James Webb a vártánál is sokkal jobb teljesített eddig. Nagyon jól követett mozgó célpontokat és precízen tudta megörökíteni az átvonuló exobolygókat. A galaxismagról készített képekben több száz csillagot tudtak egyszerre megörökíteni. Más célpontok között volt:
- Mozgó célpontok: Jupiter (amelyek között voltak a gyűrűk, az Europa, a Thebe és a Metis holdak), a 2516 Roman, a 118 Peitho, a 6481 Tenzing, az 1773 Rumpelstilz, a 216 Kleopatra, a 2035 Stearns, a 4015 Wilson–Harrington és a 2004 JX20 aszteroidák.
- NIRCam grizma idősorelemzése, NIRISS SOSS és NIRSpec BOTS mód: HAT-P-14b, Jupiter méretű bolygó
- NIRISS AMI: A nagyon alacsony tömegű AB Doradus C csillag észrevétele, amely mindössze 0,3 ívpercre van az első számú csillagától. Ez volt az első AMI-felvétel az űrben.
- MIRI LRS: egy meleg szuperföld.[160]

### Első galaxisok
A Webb egyik nagy felfedezése volt, hogy galaxisok már 235–280 millió évvel az ősrobbanás után is születtek, ami sokkal korábbinak számít, mint azt gondoltuk. 2022. augusztus 17-én a NASA kiadott egy nagy mozaikképet, ami 690, a NIRCam által készített fényképből állt és nagyon korai születésű galaxisokat ábrázolt. Ezek közé tartozott a CEERS–93316, ami egy nagy vöröseltolódású galaxis, 16,7-es z-értéke arra utal, hogy nagyjából 235,8 millió évvel az ősrobbanás után keletkezett. 2022 szeptemberében ősi fekete lyukakat javasoltak, mint magyarázat ezen szokatlanul nagy és korai születési galaxisok létezésére.

### Fontosabb későbbi felfedezések

Felhőkomplexum a kígyótartó csillagképben

2023 júniusában felfedezetek szerves vegyületeket egy 12 milliárd fényévre elhelyezkedő galaxisban, a SPT0418–47-ben. Ezek a legtávolabbi (és ezzel együtt a legidősebb) szerves vegyületek, amiket valaha megfigyeltek. Júliusban kiadták az első képeket egy csillagkeletkezési régióról a kígyótartó csillagképben, 390 fényévre a Földtől.
2023 szeptemberében két asztrofizikus megkérdőjelezte a széles körökben elfogadott kozmológia standard modellt az űrtávcső felfedezései alapján, amelyre napjainkban a kozmológiai alapjai épülnek.
2023 decemberében a NASA kiadott több karácsony témájú felvételt is, amelyek közé tartoztak képek a karácsonyfa galaxishalmazról is.
2024 májusában az űrtávcső felfedezte a legtávolabbi ismert feketelyuk-egyesülést a ZS7 galaxisrendszerben, 740 millió évvel az ősrobbanás után. Ez arra utal, hogy feketelyukak egyesülésén keresztül azoknak növekedési aránya gyors volt, mér a korai világegyetemben is.

### Galéria
- A Wikimédia Commons tartalmaz a James Webb űrtávcső felvételei témájú kategóriát.

- Az Éta Carinae-köd kozmikus szirtjei
- Az NGC 3132. Balra a NIRCam, jobbra az MIRI képei.
- A Stephan’s Quintet, a NIRCam és a MIRI egyesített képe
- A Stephan’s Quintet (NIRCam)
- A Stephan’s Quintet (MIRI)
- A WASP-96 b spektruma

- NIRCam/MIRI
- NIRCam
- MIRI

- Jupiter és az Europa
- A Jupiter magnetoszférája

- A Hubble és a JWST felvételeiből készült kép

- A WR 124
- Az NGC 1433
- Az NGC 5068
- A Gyűrűs-köd